# José de Uraga
José de Uraga y Pérez (San Vicente de Baracaldo, 19 de agosto de 1771-†La Peza, 3 de septiembre de 1840) fue un obispo español.

## Biografía
Estudió en la Universidad de Valladolid, donde se doctoró en Teología, llegando a ser catedrático. Fue después racionero y canónigo en la catedral de Orense y secretario del cardenal-obispo Pedro de Quevedo y Quintano y más tarde fue arcediano de Santa Comba de Baroncelle.
El 30 de octubre de 1827 el rey Fernando VII lo presentó para el Obispado de Guadix y fue preconizado por el papa León XII el 28 de enero del año siguiente. Tomó posesión de la mitra accitana, por poderes, el 1 de agosto de 1828.
Tuvo que abordar la quiebra económica de la diócesis debida a las exclaustraciones del Trienio Liberal y el impago del diezmo por parte de los fieles. Prácticamente desde su llegada, José de Uraga se esforzó por cambiar algunas costumbres de los cabildos de Guadix y Baza que  consideraba  abusivas  y  poco  ejemplarizantes. Debido a sus problemas de salud y sus enfrentamientos con el cabildo, en 1836 abandonó Guadix y se estableció en la localidad de La Peza.
Se libraba por aquel entonces la primera guerra carlista y tanto José de Uraga como el arzobispo de Granada, Blas Joaquín Álvarez de Palma, fueron acusados de haber apoyado una sublevación en favor del pretendiente Carlos María Isidro en la Alpujarra en noviembre de 1837, que fue sofocada rápidamente por el gobierno. También se acusó a Uraga de dar su apoyo a una partida que llegó a ocupar Guadix durante unas horas, y de haberles dado dinero de la catedral al abandonar la ciudad. Según el historiador Carlos Asenjo Sedano, a consecuencia de ello el obispo «fue cercado en su palacio y asaltado por la Guardia Nacional y, al parecer, se le sometió a diversas vejaciones y a crecidas multas».
Tras el fallecimiento de José de Uraga en 1840, la sede episcopal de Guadix quedó vacante y fue desempeñada interinamente por el canónigo Joaquín de Villena hasta que el 6 de abril de 1841 el gobierno isabelino nombró al cardenal Francisco Javier Cienfuegos Jovellanos, arzobispo de Sevilla, como administrador apostólico del obispado accitano. No hubo un obispo de Guadix como tal hasta 1848, año en que fue nombrado Antonio Lao y Cuevas.